# Belagerung von Rapperswil (1656)
Belagerung von Rapperswil – Villmergen I

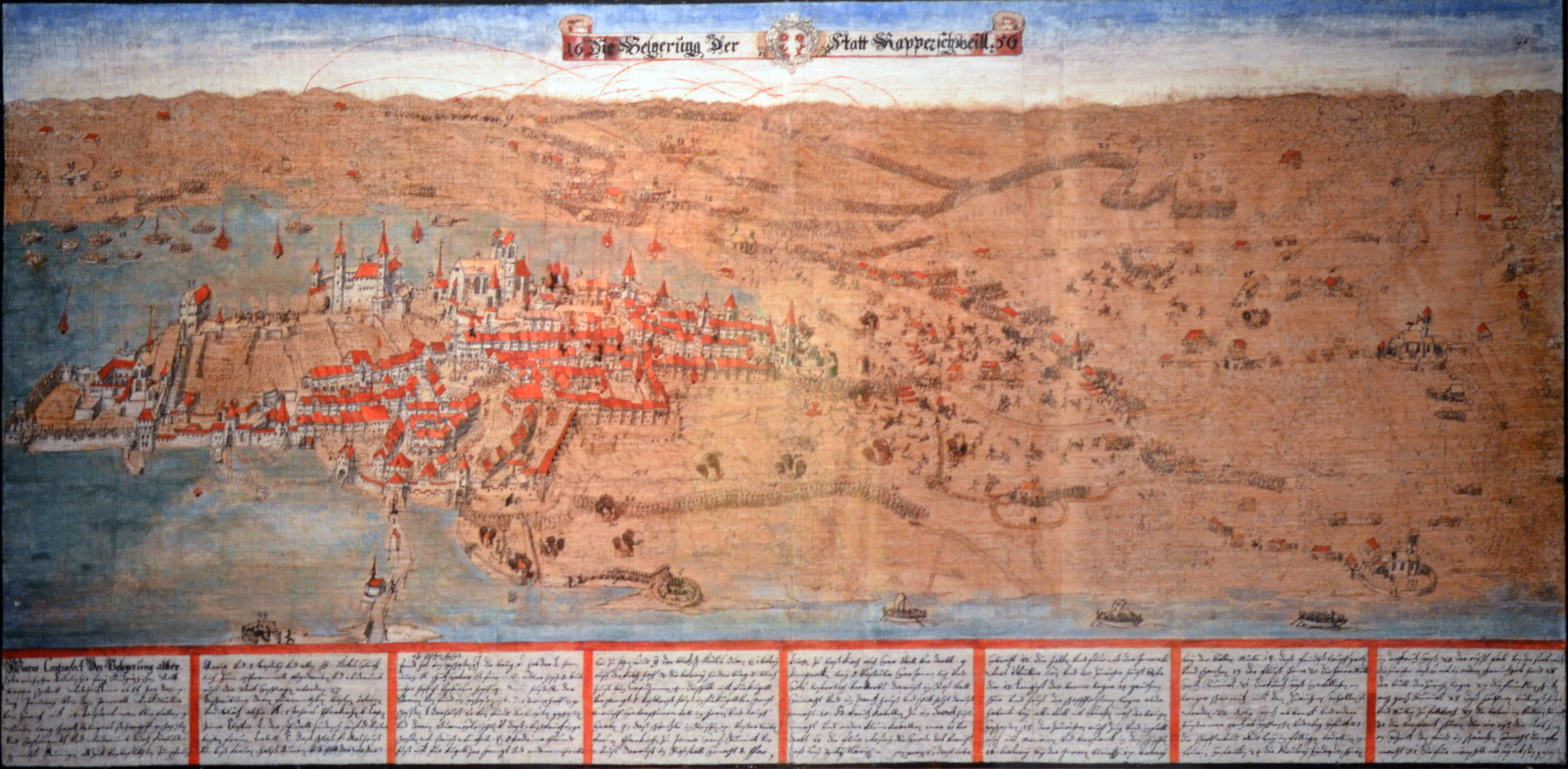
Die Belagerung auf einer kolorierten Federzeichnung, Johann Bartholomäus Conrad, 1662

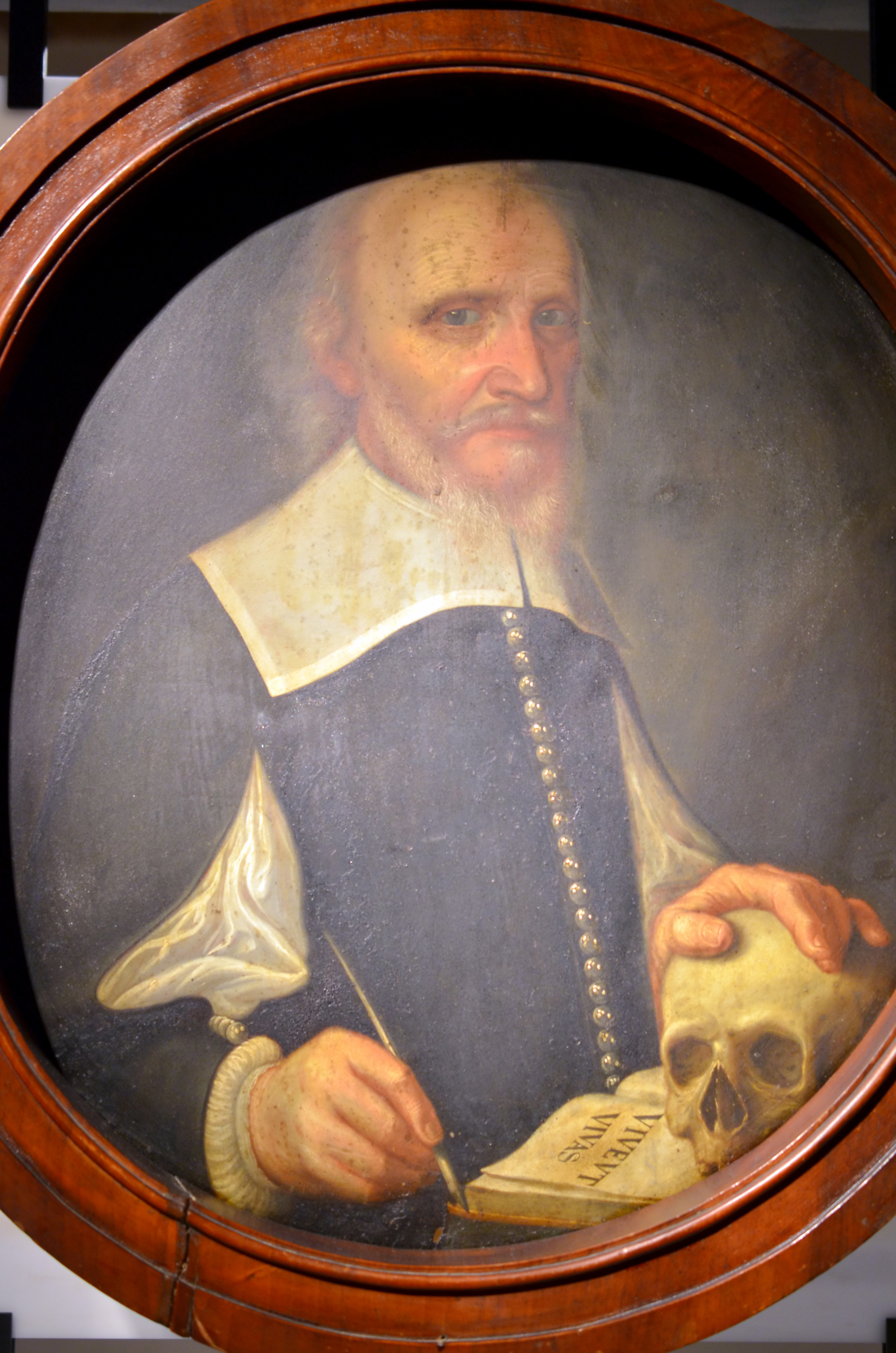
Johann Peter Dietrich, Stadtschreiber und Schultheiss von Rapperswil, schilderte in einem 260 Seiten starken Tagebuch detailreich die neunwöchige Belagerung.

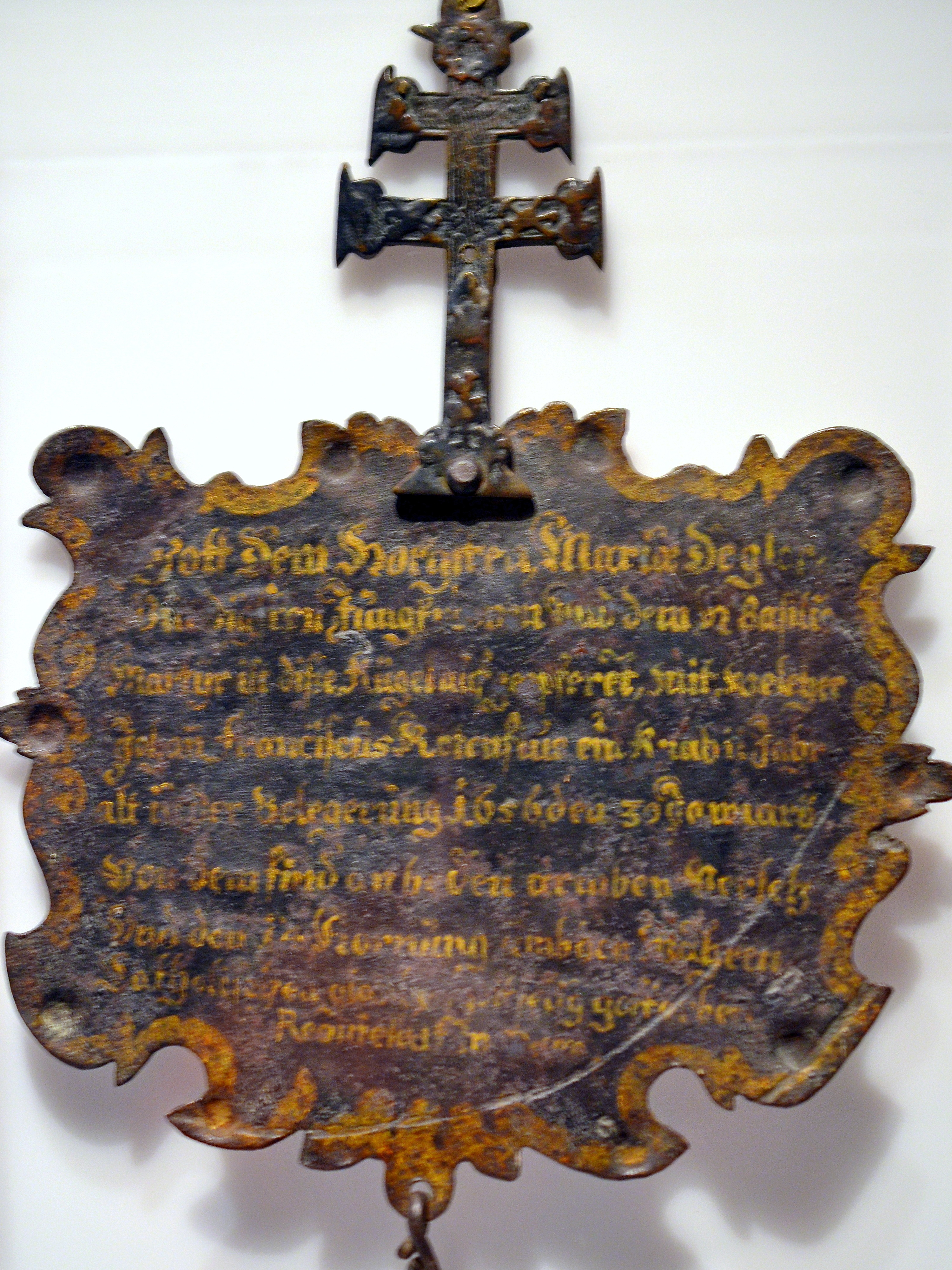
Gedenktafel für den 11-jährigen Franz Rothenfluh von Rapperswil, der am 23. Januar 1656 durch eine Zürcher Granate tödlich verwundet wurde

Die Belagerung von Rapperswil ist eine militärische Auseinandersetzung zwischen der reformierten Stadt Zürich und den katholischen Orten der Eidgenossenschaft während des Ersten Villmergerkrieges.

## Ausgangslage
Nachdem in den Jahren 1654/55 der Versuch einer Bundesreform durch die reformierten Orte am Widerstand der katholischen Orte gescheitert war, drängte Zürich seine Verbündeten zum Krieg gegen die Katholiken. Zürich nutzte einen Streit mit dem katholischen Schwyz um den Besitz und die Rechte einiger aus Arth geflohenen Neugläubigen (Reformierten), um eine gesamteidgenössische Entscheidung zu erzwingen.

## Belagerung von Rapperswil
General Hans Rudolf Werdmüller zog mit seinen Truppen über Hombrechtikon nach Rapperswil, mit der strategisch wichtigen Brückenverbindung nach Hurden in die schwyzerische untere March. Ihm zur Seite stand der Zürcher Bürgermeister Johann Heinrich Waser als Assistenzrat im Felde. Werdmüller befehligte eine Streitmacht von 7018 Mann Infanterie, ergänzt durch 326 Dragoner und 19 Geschütze. Der in Frankreich ausgebildete und gegen Ende des Dreissigjährigen Kriegs für Schweden kämpfende General schloss den landseitigen Belagerungsring von Busskirch bis Kempraten. Die Häuser der umliegenden Dörfer wurden geplündert und die Kapellen verwüstet, bevor Rapperswil angegriffen werden sollte. Rapperswil war rechtzeitig von katholischen Truppen besetzt worden, die Hieronymus Riget aus Schwyz unterstanden. Geschütze sicherten beim Schützenhaus (Schlosshügel) und Endingerhorn die westliche, seeseitige Stadtbefestigung, bewacht von Unterwaldnern und Rapperswiler Bürgern.
Am 7. Januar schlugen die Rapperswiler vor dem Endingerhorn Palisaden in den See, um den inneren Hafen gegen Zürcher Kriegsschiffe zu sichern, während über die Brücke aus Hurden weitere Truppen in die Stadt zogen. Am 8. Januar eröffnete die Zürcher Artillerie vom östlich der Stadtbefestigung gelegenen Kreuzli (Kreuzwiese) aus den Beschuss der Stadt. Vom Kapuzinergarten aus hätten die Zürcher Schiffe beschossen werden sollen, die allerdings in der einsetzenden, teilweisen Seegfrörni auf dem Zürichsee festsassen und ausser Schussweite blieben.
In seinem rund 260 Seiten starken Tagebuch beschreibt Johann Peter Dietrich, Stadtschreiber und Schultheiss von Rapperswil, wie die Stadt Rapperswil „zwischen dem 7.ten Jenner 1656 bis zum 11.ten Merz 1656 zu Wasser und zu Land von Zürchern sehr hart, jedoch vergeblich belagert“ worden ist. Die erstmalige Beschiessung der Stadt begann um 9 Uhr – der erste Schuss soll den Halsturm getroffen haben, die Kugel fiel jedoch auf den Vorplatz und wurde ins Kapuzinerkloster gebracht, wo die Brüder sie segneten. Neun Stunden später wurden über 60 Schüsse gezählt; sie wogen zwischen drei und 26 Pfund, „darvon aber in der Statt niemandt geschädiget alss ein ehrlicher Mann uss der March, demme uf der Schantz ein Schenckhel weckhgeschossen und gleich todt eingebracht worden“.
Schwyzer Truppen verteidigten die Holzbrücke von ihrem Hauptquartier in Pfäffikon aus. Nächtliche Einsätze hielten die Passage vom unteren in den oberen Zürichsee nach Altendorf von Vereisung frei. Ab 24. Januar begann eine intensive Beschiessung der Stadt, und die Botschaft vom Sieg bei Villmergen über die Berner Truppen traf ein. Am 26. Januar misslang ein verbissen geführter Ansturm der Zürcher auf die Stadtmauern. Es folgten Tage unter schwerstem Artilleriebeschuss mit insgesamt 700 Granaten, die 34 Häuser komplett oder teilweise zerstörten, bis Werdmüller am 3. Februar zum entscheidenden Sturm ansetzte und erneut scheiterte. Während der nächsten Tage wüteten die Belagerer in der Umgebung und zogen am 10. Februar 1656 ab.

## Opfer
Die erfolglose Belagerung von Rapperswil forderte auf reformierter Seite 573 Tote und 396 Verwundete; materielle Verluste waren acht Fahnen, zehn Geschütze und neun Fuhrwerke. Rapperswil und die katholischen Truppen beklagten 189 Tote und etwa 300 Verwundete; wie viele davon unter der Zivilbevölkerung bedarf der Klärung.
Die Stadt Rapperswil wurde teilweise zerstört, das Rapperswiler Umland verwüstet, ausgeplündert und die Kirchen geschändet.

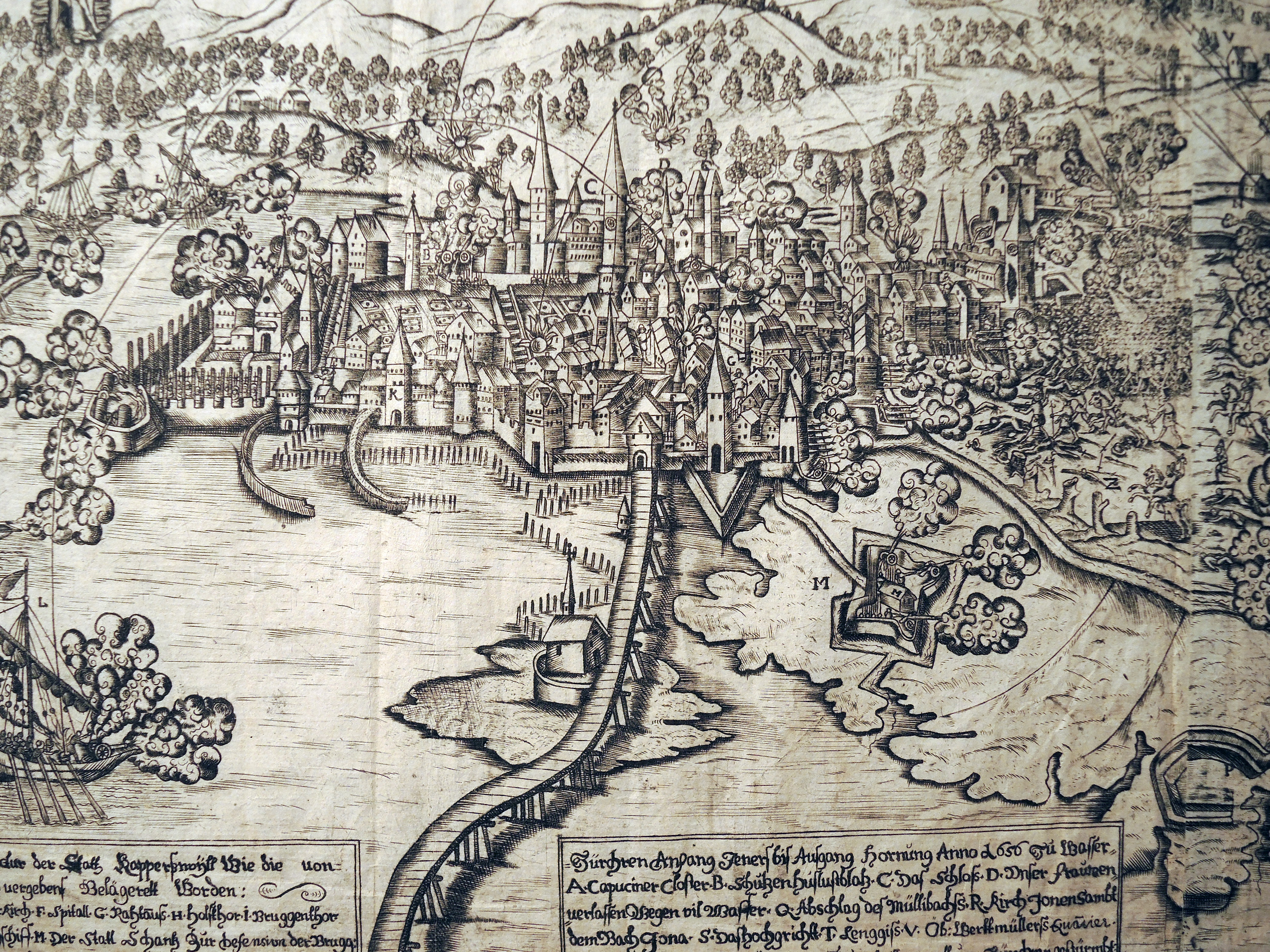
Federzeichnung von 1667, Stadtarchiv Rapperswil
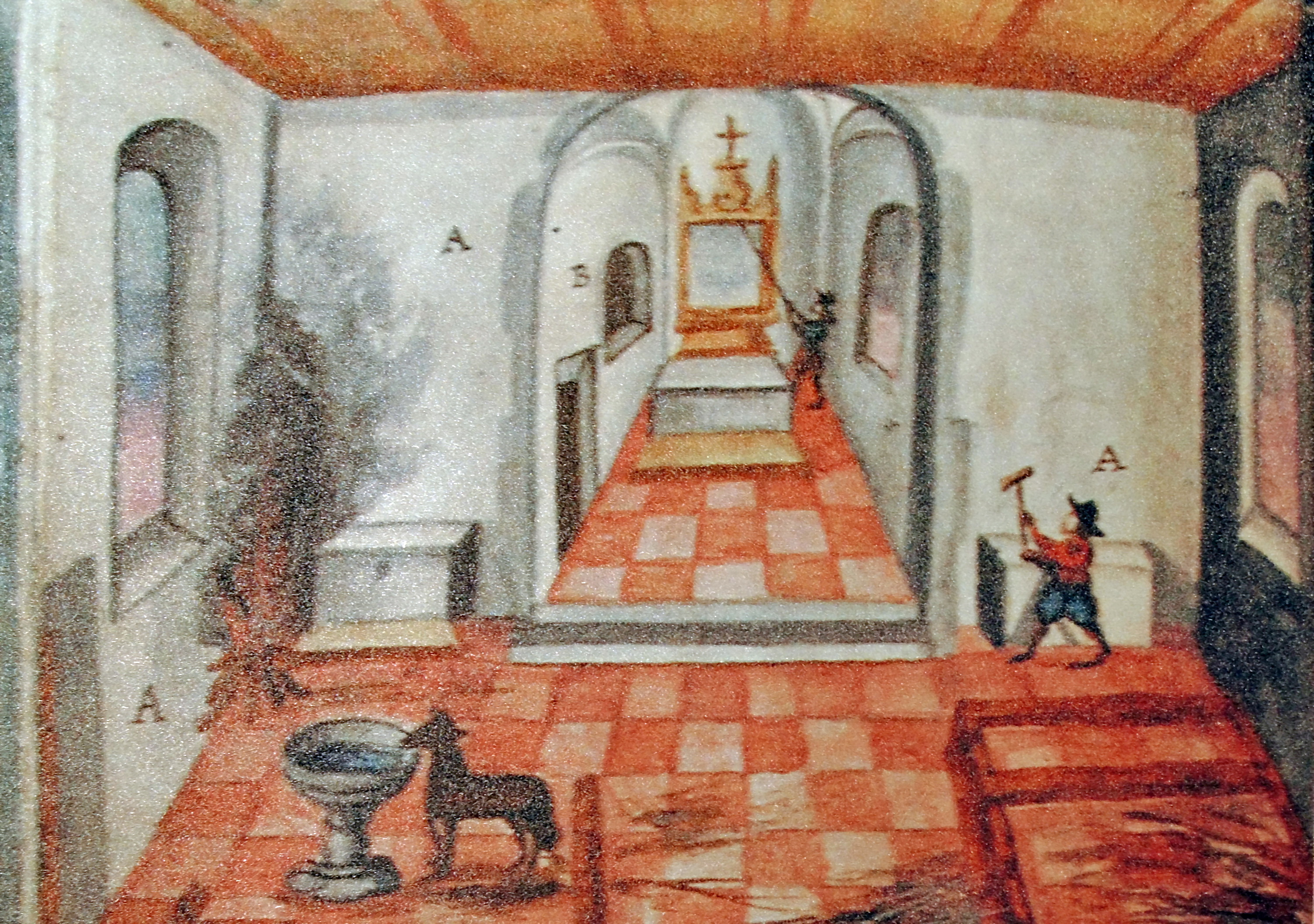
Schändung der Kirche Jona durch die Zürcher Truppen, Chronik von Heinrich Rothenflue, Pfarrer in Jona, 1679
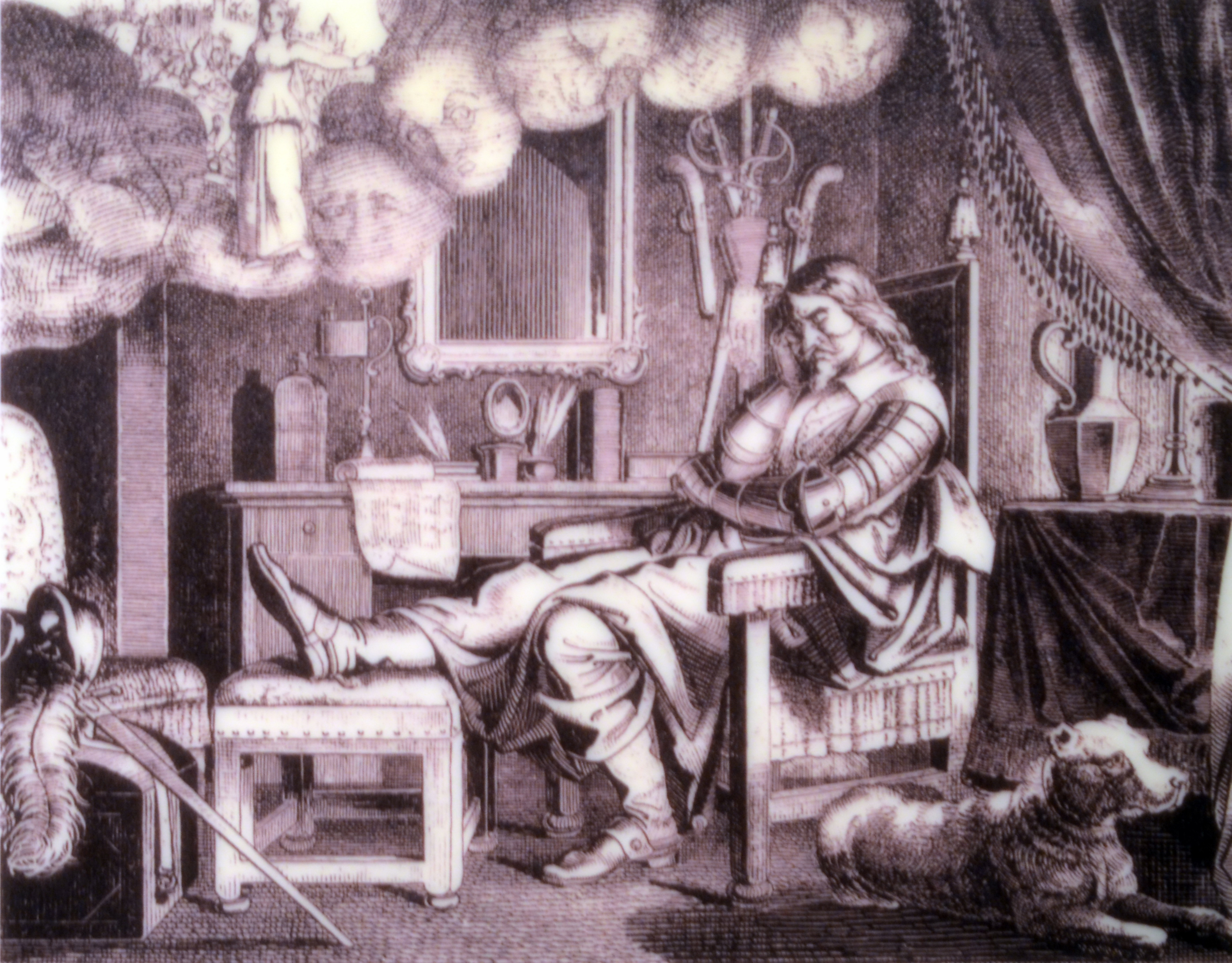
Werdmüller nach der fehlgeschlagenen Belagerung, Holzschnitt anonym
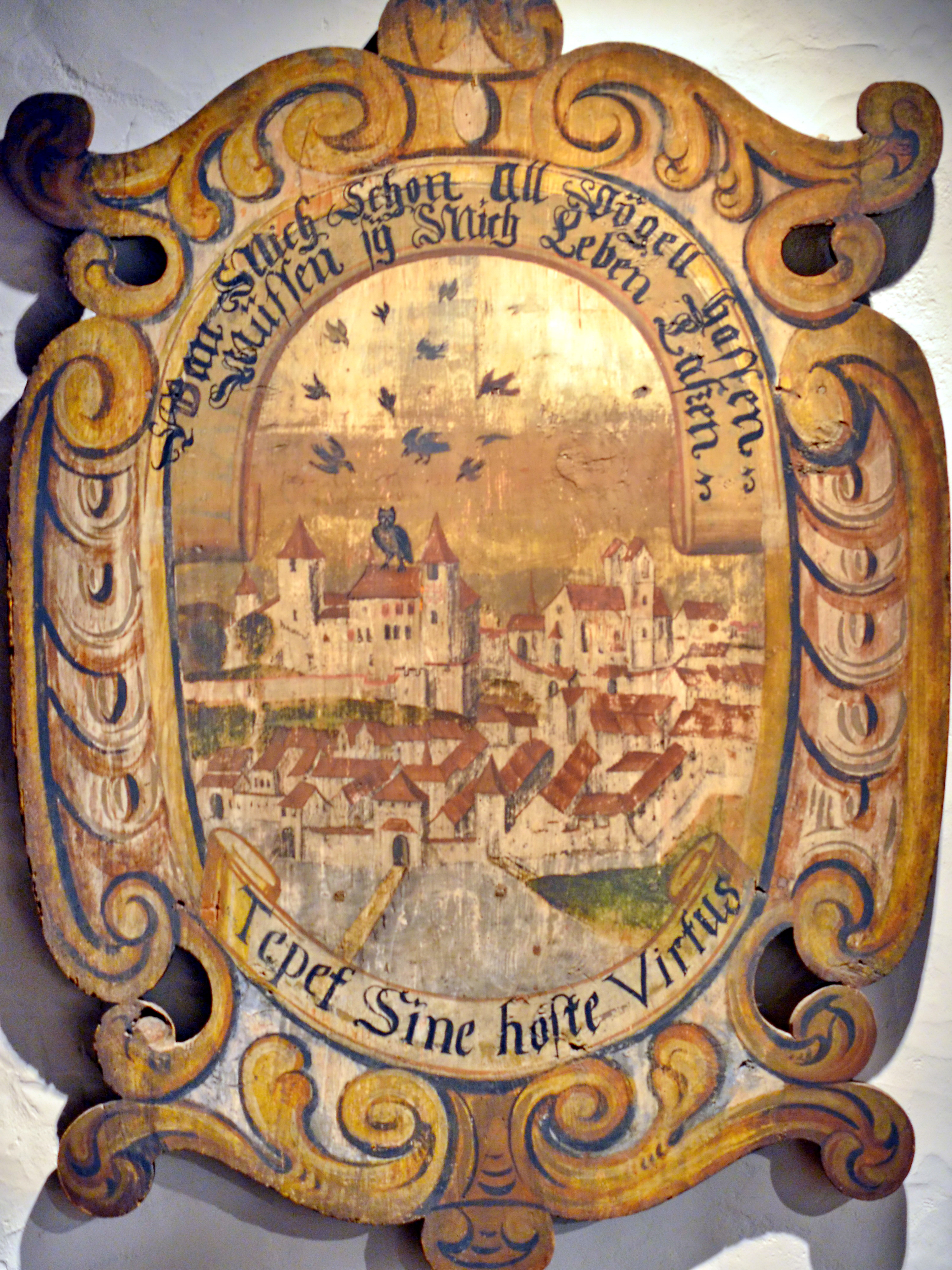
Spottbild von 1660 auf die erfolglose Belagerung durch Zürich

## Folgen
Unterdessen schnitten die katholischen Orte mit ihren Truppen die Verbindung zwischen Zürich und Bern ab. Da durch die Belagerung von Rapperswil die Zürcher Truppen gebunden blieben und die Katholiken die durch General Sigmund von Erlach angeführten Berner am 24. Januar 1656 in der Ersten Schlacht von Villmergen besiegen konnten, spielte Rapperswil im ersten Villmergerkrieg eine wichtige Rolle. Die Kampfhandlungen wurden aber erst am 3. März endgültig eingestellt. Der «Dritte Landfriede» vom 7. März 1656 sicherte die durch den Zweiten Kappeler Landfrieden von 1531 erzielten Vereinbarungen und die katholische Hegemonie in der Eidgenossenschaft.